# Kittilä
Kittilä is een gemeente in het Finse landschap Lapland. De gemeente heeft een totale oppervlakte van 8.095,28 km² en telde op 2022 9.637 inwoners.
De gelijknamige plaats ligt ongeveer 130 kilometer ten noorden van Rovaniemi. In Kittilä gaat de zon niet onder tussen 30 mei en 15 juli (47 dagen).

## Trivia
- In Kittilä werd de laagste temperatuur in Finland ooit gemeten: -51,6 °C.
- Het kunstmatige meer Neitokainen ligt in deze gemeente.